# Phật giáo tại Singapore
Phật giáo là tôn giáo lớn nhất ở Singapore, với xấp xỉ 31,1% dân số vào năm 2020. Trong một khảo sát trên 3.276.190 người vào năm 2015, có 1.087.995 người được hỏi (chiếm 33,21%) tự nhận mình theo đạo Phật.
Phật giáo du nhập vào Singapore từ khắp nơi trên thế giới qua hàng thế kỉ. Những ghi chép lịch sử về Phật giáo ở quốc gia này có thể được tìm thấy trong các tu viện và đền chùa ngày nay, chẳng hạn như chùa Thiên Phúc Cung và Chùa Kim Long. Đó là những kiến trúc được dựng nên từ bàn tay các cư dân nhập cư từ nhiều nơi trên thế giới, đặc biệt là châu Á. Tại Singapore có các chùa và trung tâm Phật pháp từ cả ba tông phái truyền thống chính của Phật giáo là Thượng tọa bộ, Đại thừa, và Kim cương thừa. Hầu hết các tín đồ theo Phật giáo tại Singapore là người Hoa và theo truyền thống Đại thừa. Đại thừa Trung Hoa là tông phái Phật giáo chiếm ưu thế nhất tại Singapore, với các nhà sư đến truyền đến từ Đài Loan và Trung Quốc trong vài thập kỷ gần đây. Tuy nhiên, Phật giáo Thượng tọa bộ từ Thái Lan ngày càng phổ biến trong cư dân đảo quốc (không chỉ người Hoa) trong thập niên qua. Học hội Sáng giá Quốc tế là một tổ chức Phật giáo của Nhật Bản, hiện được nhiều người thực hành theo tại đảo quốc này. Song, hầu hết họ là người gốc Hoa. Phật giáo Tây Tạng cũng xâm nhập chậm vào quốc đảo trong những năm gần đây.

Có nhiều tổ chức Phật giáo khác nhau tồn tại ở Singapore, bao gồm các tổ chức Phật giáo nhà nước, vốn chiếm ưu thế hơn (chẳng hạn Liên đoàn Phật giáo Singapore. 

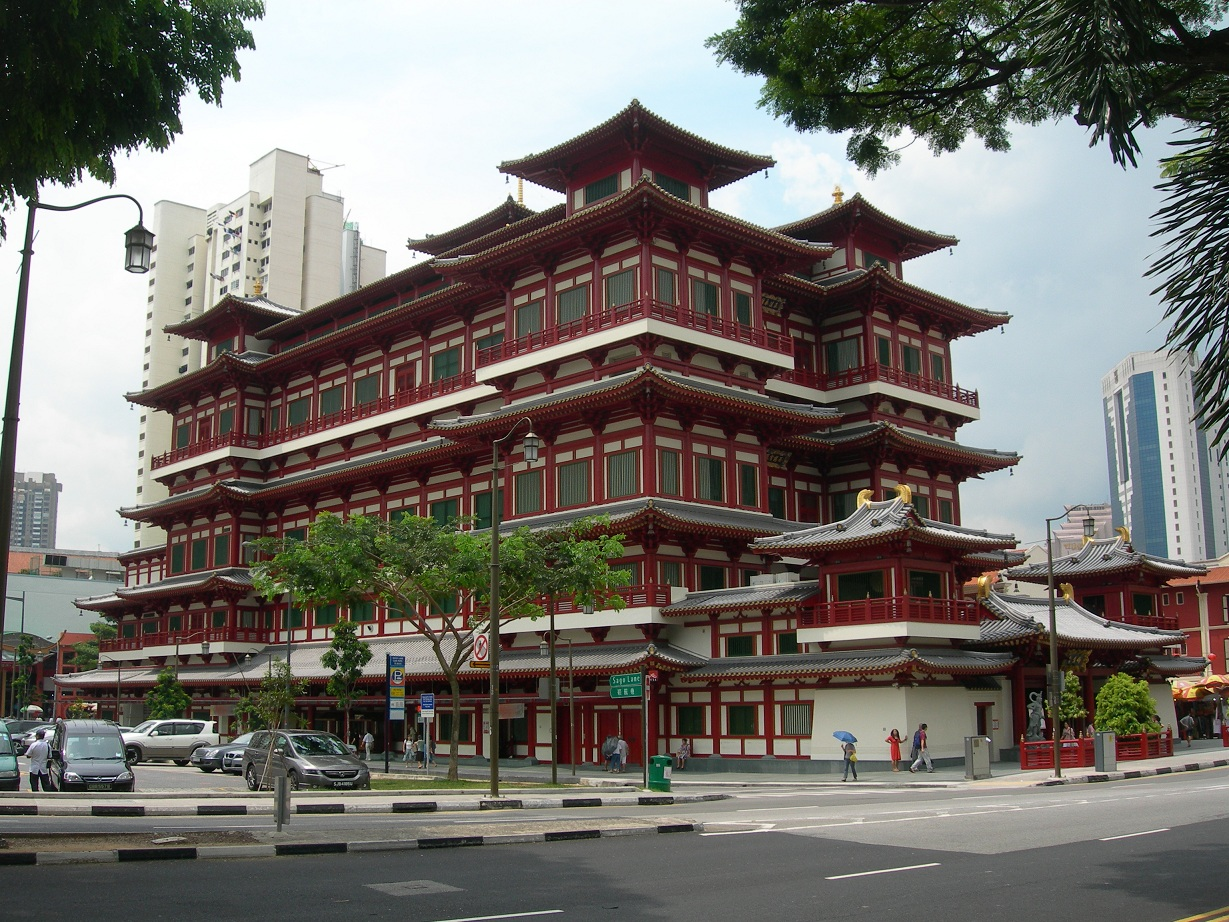
Chùa Răng Phật tại Singpore

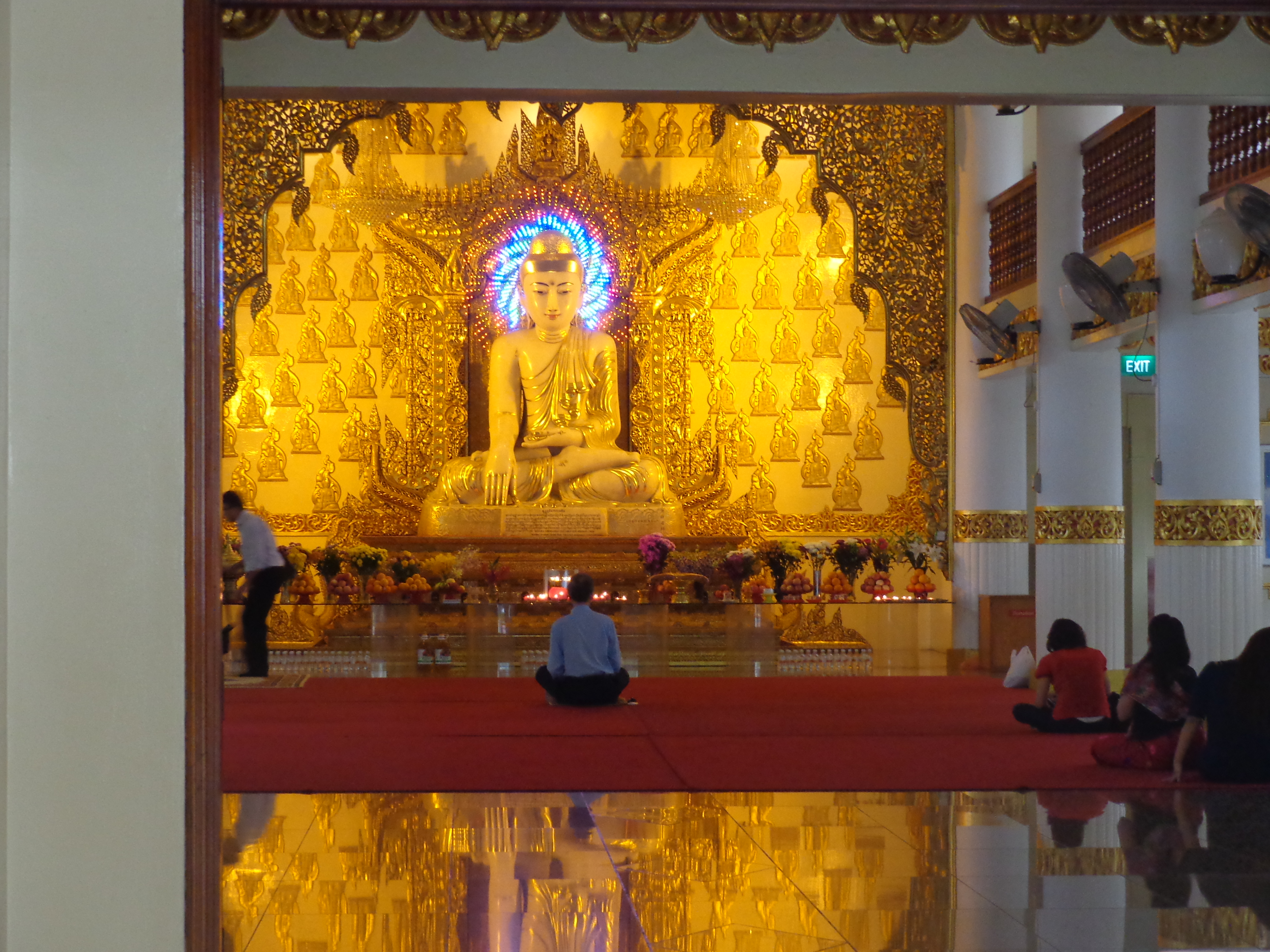
Bên trong một ngôi chùa Phật giáo Miến Điện tại Singpore